# Distretto di Sədərək
Il distretto di Sadarak (in azero: Sadarak rayon) è un distretto dell'Azerbaigian. Il distretto, che fa parte della Repubblica Autonoma di Naxçıvan, ha come capoluogo la città di Heydarabad.